# 대한민국 민법 제4조
대한민국 민법 제4조는 성년에 대한 민법총칙 조문이다. 과거에는 만 20세가 성년 의 기준이었으나, 2011년 3월 7일 개정을 통해 만 19세로 변경되었다(2013년 7월 1일 시행) 만 19세를 성년으로 인정하는 국제적 흐름 및 공직선거법에서 선거권 연령이 만 19세로 규정된 것과의 일관성을 유지 등을 이유로 개정되었다.

## 조문
제4조(성년) 사람은 19세로 성년에 이르게 된다.

## 비교 조문
일본민법 제4조 (성년) 연령 20세로써 성년이 된다.

민법 제826조의2 미성년자가 혼인을 한 때에는 성년자로 본다.

## 해설
성년에 이르지 않은 자가 미성년자임을 규정하고 있으며 연령의 계산은 제155조의 규정에 의하나, 출생일을 산입한다. 이 조항의 예외로 미성년자가 혼인을 한 때에는 성년자로 보며 여기서 혼인은 법률혼을 의미하고 사실혼은 의미하지 않는 것이 통설이다 성년의제규정은 민법의 영역에서만 적용되고 선거법, 청소년보호법, 근로기준법 등에는 적용되지 않는다.

## 사례
상속증여세법에 의하면 미성년자가 부모로부터 증여받는 경우 증여세를 부담하지 아니하는 금액의 한도는 1,500만원이라고 규정되어 있으므로 부모가 자녀에게 증여할 경우 증여일 현재 자녀가 만 19세에 달하지 아니한 경우에는 미성년자에게 증여한 것으로 보아 증여제 비과세한도는 1,500만원을 적용한다.

## 판례
- 미성년자인 자의 법률행위에 대한 민법의 제한 규정은 사실상의 행위능력 등의 유무에 불구하고 형식적으로 적용된다[3]

## 참고 문헌
- 오현수, 일본민법, 진원사, 2014. ISBN 9788963463452
- 오세경, 대법전, 법전출판사, 2014 ISBN 9788926210277
- 이준현, LOGOS 민법 조문판례집, 미래가치, 2015. ISBN 9791155020869

## 같이 보기
- 대한민국 민법 제15조 제한능력자의 상대방의 확답을 촉구할 권리
- 대한민국 민법 제16조 제한능력자의 상대방의 철회권과 거절권
- 대한민국 민법 제17조 제한능력자의 속임수
- 미성년자
- 대한민국 민법 제826조의2 성년의제